# Лінкольн-Парк (Нью-Йорк)
Лінкольн-Парк (англ. Lincoln Park) — переписна місцевість (CDP) в США, в окрузі Ольстер штату Нью-Йорк. Населення — 2545 осіб (2020).

## Географія
Лінкольн-Парк розташований за координатами 41°57′29″ пн. ш. 74°0′17″ зх. д. / 41.95806° пн. ш. 74.00472° зх. д. (41.958041, -74.004812).  За даними Бюро перепису населення США в 2010 році переписна місцевість мала площу 3,79 км², з яких 3,71 км² — суходіл та 0,08 км² — водойми.

## Демографія
Згідно з переписом 2010 року, у переписній місцевості мешкало 2366 осіб у 1097 домогосподарствах у складі 592 родин. Густота населення становила 624 особи/км².  Було 1147 помешкань (302/км²).
Расовий склад населення:
| - 87,1 % — білих - 4,5 % — чорних або афроамериканців - 2,2 % — азіатів - 0,5 % — корінних американців - 2,1 % — осіб інших рас |

До двох чи більше рас належало 3,5 %. Частка іспаномовних становила 6,7 % від усіх жителів.
За віковим діапазоном населення розподілялося таким чином: 19,7 % — особи молодші 18 років, 58,2 % — особи у віці 18—64 років, 22,1 % — особи у віці 65 років та старші. Медіана віку мешканця становила 44,3 року. На 100 осіб жіночої статі у переписній місцевості припадало 84,1 чоловіків;  на 100 жінок у віці від 18 років та старших — 80,7 чоловіків також старших 18 років.
Середній дохід на одне домашнє господарство  становив 44 415 доларів США (медіана — 27 500), а середній дохід на одну сім'ю — 66 789 доларів (медіана — 62 552). Медіана доходів становила 50 446 доларів для чоловіків та 52 500 доларів для жінок. За межею бідності перебувало 18,6 % осіб, у тому числі 31,6 % дітей у віці до 18 років та 7,2 % осіб у віці 65 років та старших.
Цивільне працевлаштоване населення становило 876 осіб. Основні галузі зайнятості: освіта, охорона здоров'я та соціальна допомога — 31,5 %, роздрібна торгівля — 21,7 %, виробництво — 9,1 %, фінанси, страхування та нерухомість — 6,4 %.